# Rybno (powiat mrągowski)

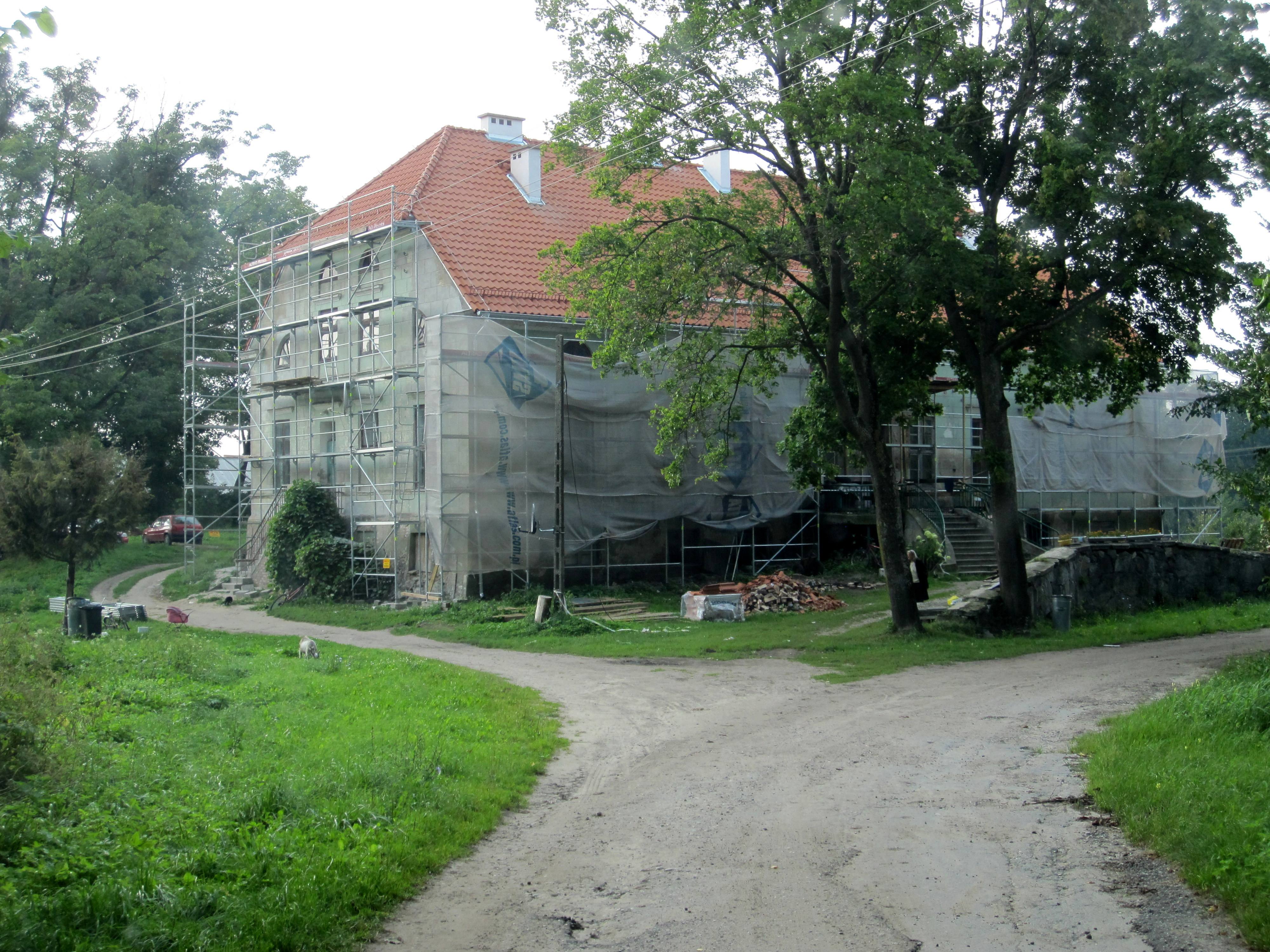
Rybno – dwór (01)

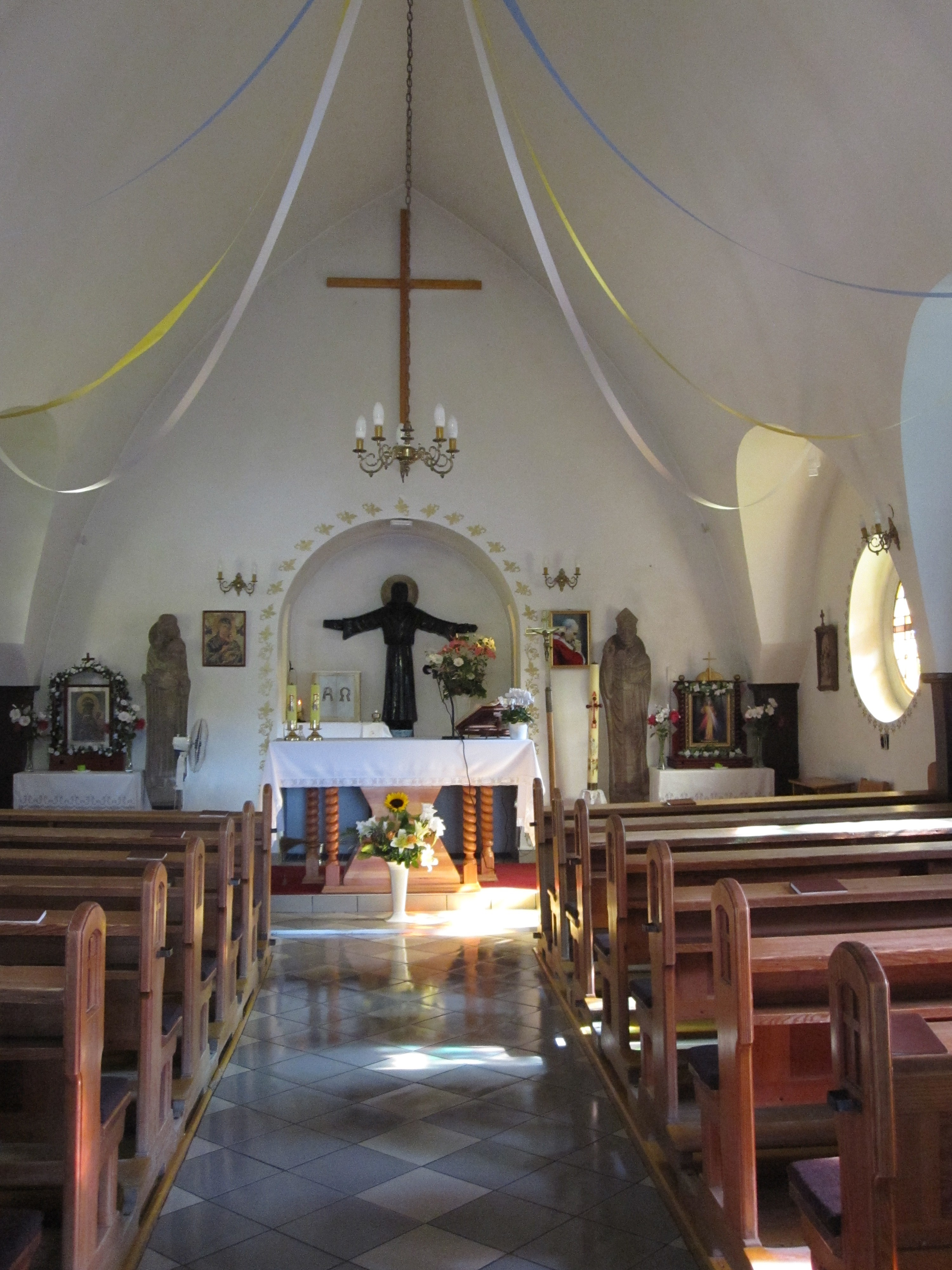
Rybno – kościół katolicki (03)

Rybno (do 1945 r. niem. Ribben) – wieś w Polsce położona w województwie warmińsko-mazurskim, w powiecie mrągowskim, w gminie Sorkwity. Do 1954 roku siedziba gminy Rybno. W latach 1975–1998 miejscowość należała administracyjnie do województwa olsztyńskiego.
Wieś w kształcie owalnicy. W Rybnie istnieją dwa kościoły (rzymskokatolicki i ewangelicki) oraz pałacyk. Znajduje się też tutaj Zespół Szkół Zawodowych, w którego skład wchodzi Zasadnicza Szkoła Zawodowa, Technikum Agrobiznesu oraz Zaoczne Technikum Handlowe. W miejscowości nie ma jednak szkoły podstawowej ani gimnazjum. Dzieci uczęszczają do szkoły podstawowej w Kozłowie, a do gimnazjum w Sorkwitach. Poza tym jest też stacja autobusowa i Ochotnicza Straż Pożarna.

## Części wsi
| SIMC    | Nazwa      | Rodzaj    |
| ------- | ---------- | --------- |
| 0488088 | Karczewiec | część wsi |
| 0488094 | Piłak      | część wsi |
| 0488102 | Tyszkowo   | część wsi |

## Historia
Przy zachodnim brzegu Jeziora Piłakno, znajdującego się 3 km od wsi, zlokalizowane jest stanowisko archeologiczne z pozostałościami po osiedlu nawodnym z wczesnej epoki żelaza (400-120 r. p.n.e. – kultura kurhanów zachodniobałtyjskich). Drewniana zabudowa mieszkalna o powierzchni użytkowej 70 na 100 m usytuowana była na kilkuwarstwowym ruszcie z belek. Około 500 metrów na południowy wschód od osiedla nawodnego znajduje się cmentarzysko kurhanowe z tego samego okresu. Kurhany z kręgiem kamiennym i prostokątna komora grobową, pochówki ciałopalne w popielnicach.
Wieś wymieniana w dokumentach już w 1391 r., kiedy to w przywileju nadanym przez rycerza Filipa Wildenawa dla Lubana w Maradkach wspomina się i Rybno. Kolejna wzmianka o Rybnie pochodzi z 1526 r., kiedy to starosta z Szestna, Jerzy Mangmeistre, sprzedał 36 włók w Rybnie za 240 grzywien Stefanowi Kłocie, Lenartowi Zarebie, Maciejowi Bogutowi i Marcinowi Gotolewskiemu. Pozostałą część ziemi w Rybnie książę Albrech nadał w 1528 r. Englowi Stachowi von Golzheimowi.
Kościół i parafia istniały już w XV w. Patronat nad kościołem sprawowali właściciele miejscowych dóbr ziemskich a później królowie Prus. Po pierwszym kościele pozostała jedynie kamienna chrzcielnica. Kościół, znajdujący się w ruinie, rozebrano w 1841 r. Nowy kościół ewangelicki wybudowano w 1855 r. Szkoła parafialna istniała już w XVI w., w 1737 r. przeszła pod nadzór państwowy.
W 1785 r. we wsi było 27 domów, w 1838 – 31 domów i 286 mieszkańców. W 1840 r. w tutejszej parafii było 1587 Polaków i 242 Niemców. W latach 1901–1903 na 2770 parafian Polaków było 2170. W 1904 r. do dworu należało 68 włók, łącznie z folwarkiem Karczewiec i Tyszkowo. W tym czasie we wsi była również gorzelnia. W 1912 wśród parafian było zaledwie 400 osób polskiego pochodzenia (Mazurów). Po pierwszej wojnie światowej dwór przejęło państwo. 10 włok przeznaczono na rozparcelowanie, pozostałe 58 włók (w tym jezioro Stromek o pow. 153 ha) należało do domeny państwowej. Kościół katolicki wybudowano w 1928 r. W 1935 r. w tutejszej szkole pracował jeden nauczyciel a uczyło się 99 dzieci. W 1939 r. we wsi mieszkało 520 osób.
Po II wojnie światowej powstał PGR. W 1973 r. do sołectwa Rybno należały: Karczewiec PGR, osada Piłak (leśniczówka), Rybno (wieś i PGR), Tyszkowo PGR.

## Zabytki
- Kościół ewangelicki pw. św. Bonifacego z 1855, w 2009 gmina ewangelicka przekazała świątynię kościołowi rzymskokatolickiemu. Jest to budowla z murowana z kamienia polnego, ściany szczytowe i narożniki – z czerwonej cegły.
- Przy kościele znajduje się obelisk upamiętniający poległych w I wojnie światowej.
- Pałac (dwór), wraz z zespołem czworaków, pochodzi z XIX w.